# 奧格寧·武科耶維奇
奧格寧·武科耶維奇（Ognjen Vukojević）是克羅地亞的一位足球運動員。在場上司職防守中場。他現在效力于烏克蘭足球超級聯賽球隊基輔迪納摩。他也代表克羅地亞國家足球隊參加賽事。